# Jon Lovitz
Jonathan Michael Lovitz (født 21. juli 1957 i Los Angeles, Californien, USA) er en amerikansk skuespiller og komiker mest kendt for en af bidragsyderne på Saturday Night Live fra 1985 til 1990 og stemmen til Jay Sherman på The Critic.
Han har haft små roller i film som The Wedding Singer og Little Nicky. Han har også været med i tv-serier som Friends, Seinfeld og Just Shoot Me og lagt stemme til gæstefigurer i The Simpsons.
Han har haft større roller i film som Rat Race og The Producers.

## Udvalgt filmografi
- Saturday Night Live – TV Show (vanaf 1985)
- Jumpin' Jack Flash (1986)
- Big (1988)
- My Stepmother is an Alien (1988)
- Mr. Destiny (1990)
- A League of their own (1992)
- Dødbringende måben 1 (1993)
- Coneheads (1993)
- Matilda (1996)
- Little Nicky (2000)
- Small Time Crooks (2000)
- Rat Race (2001)
- Dickie Roberts: Former Child Star (2003)
- The Stepford Wives (2004)
- Bailey's Billion$ (2004)
- The Benchwarmers (2006)
- Southland Tales (2006)
- I Could Never Be Your Woman (2007)